# Allueva

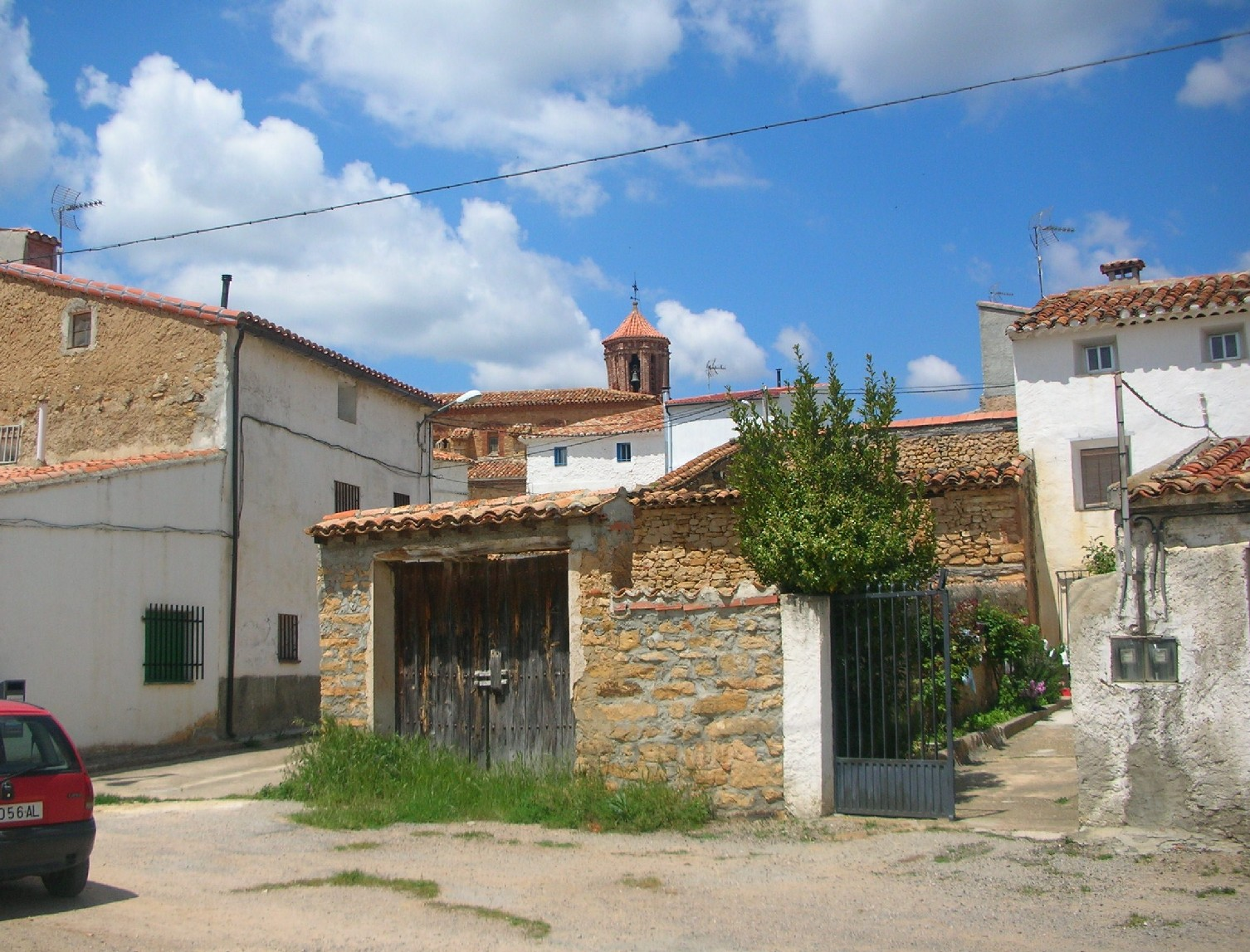
Khung cảnh Allueva

Allueva là một municipio trong tỉnh Teruel, Aragon, Tây Ban Nha. Theo điều tra dân số 2018 (INE), municipio này có dân số là 29 người.
Điểm dân cư này nằm trong khu vực Sierra de Cucalón, gần với thượng nguồn sông Huerva.